# Ротоногі
Ротоногі або раки-богомоли (Stomatopoda) — ряд хижих морських ракоподібних. Ротоногі відокремилися від інших представників класу вищих ракоподібних близько 400 мільйонів років тому. Раки-богомоли зазвичай виростають до 10 см, хоча деякі з них можуть сягати 38 см завдовжки. Карапакс рака-богомола покриває лише задню частину його голови та перші чотири сегменти грудей. Види, яких відомо понад 520, варіюються за кольором від відтінків коричневого до яскравих та строкатих кольорів. Вони є одними з найважливіших хижаків у багатьох мілководних, тропічних і субтропічних морських біотопах. Однак, попри свою поширеність, вони погано вивчені, оскільки багато видів проводять більшу частину свого життя, ховаючись у норах.
Раки-богомоли мають потужні ногощелепи, які використовуються для атаки та вбивства здобичі шляхом проколювання, оглушення або розчленовування. Деякі види богомолів мають спеціалізовані кальциновані «булави», для ураження здобичі з максимальною силою, в той час як інші мають гострі передні кінцівки, що використовуються для захоплення здобичі.

## Поширення
Понад 520 видів ротоногих знайдено у всьому світі. Всі живі види відносяться до підряду Unipeltata, як виник приблизно 250 мільйонів років тому.
Ці агресивні та зазвичай поодинокі морські істоти проводять більшість їхнього життя ховаючись в кам'яних утвореннях або риють складні системи тунелів в морському дні. Вони рідко виходять зі своїх домівок, окрім полювання та переселення, а також залежно від виду можуть мати денний, нічний або сутінковий спосіб життя. На відміну від більшості ракоподібних, ротоногі деколи полюють, переслідують та вбивають здобич. Хоча деякі види живуть в помірних морях, переважно більшість видів живуть в тропічних і субтропічних водах в Індійському і Тихому океанах між східною Африкою та Гаваями. Вид Squilla oratoria зустрічається і досить звичайний в Середземному морі.

## Опис

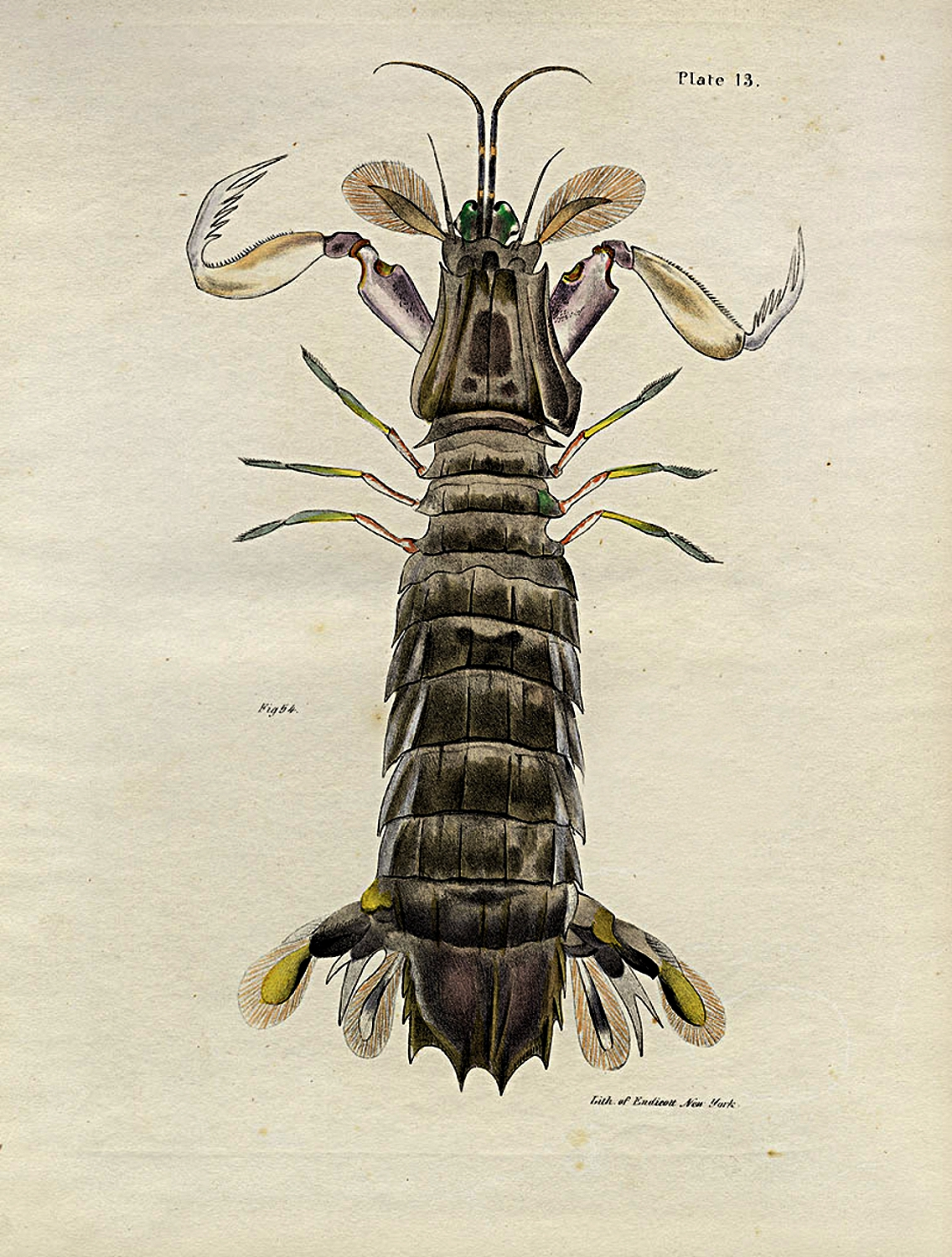
Загальний вигляд ротоногих

Тіло досить велике, досягає до 34 см завдовжки. Воно розчленоване на кілька відділів: протоцефалон, головогруди, груди і розвинене сегментоване черевце. Головогруди своєю чергою складаються зі злитих трьох головних і чотирьох грудних сегментів. До складу грудей входить чотири вільних сегменти.
Перша пара грудних ніжок виконує роль органу чуття. Наступні ніжки, з другої по п'яту пари — хапальні, вони призначені для захоплювання та утримання здобичі. І тільки останні три пари виконують ходильну функцію. Крім того, на перших п'яти парах грудних ніг є зябра, що виконують функцію органу дихання.
Хапальні ноги мають незвичайну особливість: в них останній членик лапок гострий і зубчастий. Він подібний до леза ножа і вкладається в спеціальну поздовжню борозну передостаннього членика, як складаний ніж. Перша пара хапальних ніг найбільша і найсильніша, ними раки-богомоли схоплюють здобич, а інші хапальні ніжки тільки її утримують. Оскільки за будовою хапальних ніг ротоногі ракоподібні багато в чому схожі на комах-богомолів, то це і послужило приводом для їх назви: раки-богомоли.
Черевний відділ ротоногих помітно довший за передню частину тіла. При цьому перші п'ять черевних ніжок двогіллясті, листоподібні, з пір'ястими щетинками. Функції передніх черевних ніжок досить різноманітні. За їхньою допомогою ротоногі здатні плавати. До того ж на всіх передніх черевних ніжках розташовуються зябра, які мають вигляд тонкостінних, багаторазово розгалужених придатків, що сприяє збагаченню їхньої гемолімфи киснем. У самців перші дві пари черевних ніг перетворені в спеціальний копулятивний апарат, який грає визначальну роль у розмноженні. Остання пара черевних ніг трохи сплющена і разом з тельсоном вони утворюють хвостовий плавець, який грає важливу роль в маневреному плаванні.
Розвиток ротоногих ракоподібних відбувається з метаморфозом.

### Особливості очей

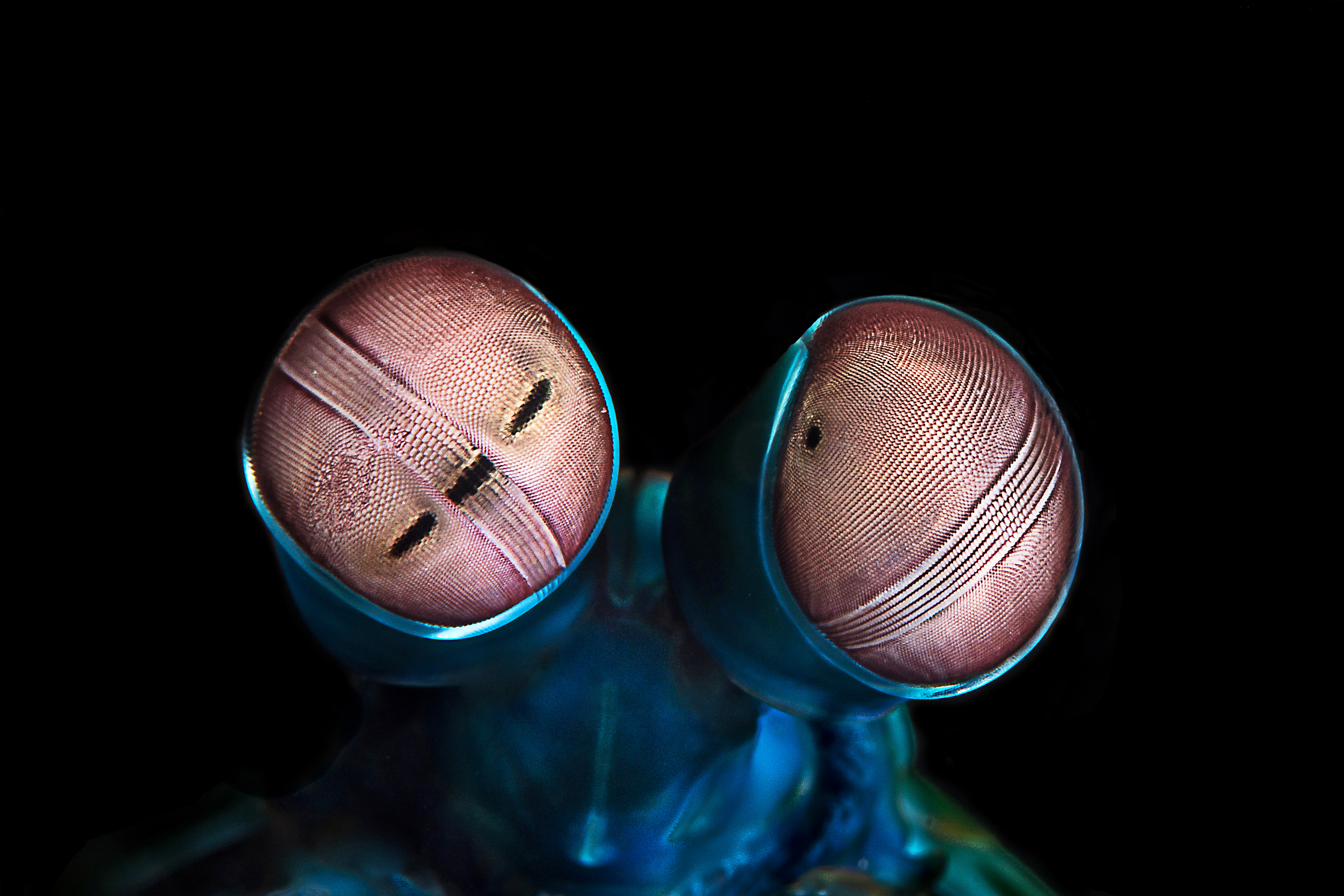
Рак-богомол зблизька, що демонструє будову очей. Три темні плями — це псевдозіниці, що вказують на оматідії, спрямовані в бік камери.

Вважається, що ротоногі ракоподібні є власниками найскладніших очей тваринного світу. По-перше, вони розрізняють 12 основних кольорів, а це в чотири рази більше, ніж здатні люди. По-друге, вони диференціюють різні види світлової поляризації, тобто визначають напрямок коливань світлової хвилі. По-третє, їхні світлочутливі клітини очей обертаються відносно площини поляризації світла, сприймаючи практично весь видимий спектр — від ультрафіолетової межі до інфрачервоної.

## Спосіб життя

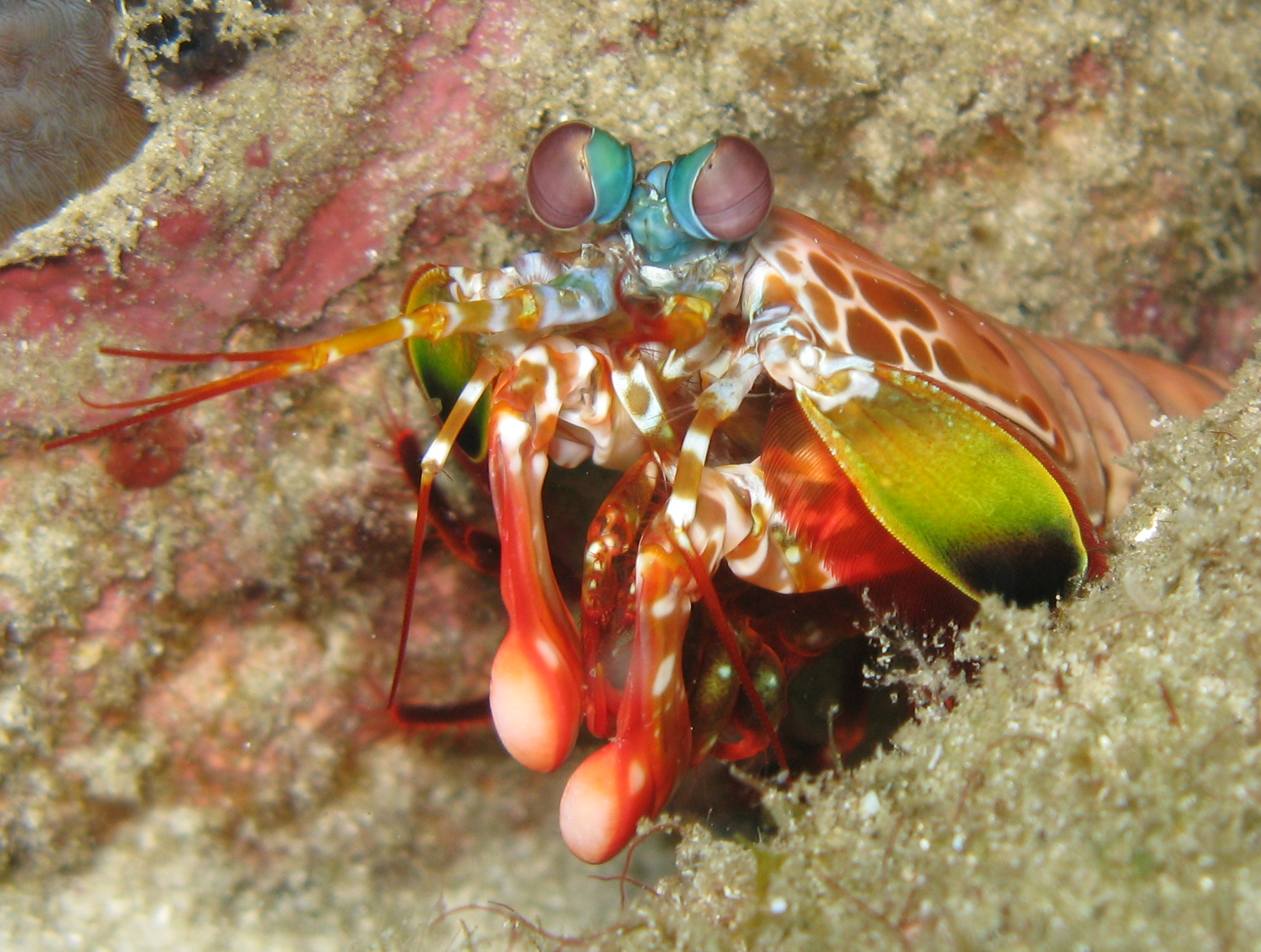
Odontodactylus scyllarus, Андаманське море, Таїланд

Більшість видів ротоногих ракоподібних риють нори в морському ґрунті. Більшу частину часу вони проводять в норах. Раки-богомоли зариваються в ґрунт переднім кінцем тіла, орудуючи рострумом і ногощелепами. Готова нора зазвичай має два виходи, і вода, яку направляють помахами передніх черевних ніжок, вільно протікає через неї. Нори Lysiosquilla excavathrix досягають глибини 1 метр. Дрібні види ротоногих, що належать до родів Gonodactylus і Coronida ховаються в щілинах між гілками різних коралів. А є й такі дрібні види, які самі норки не риють, а використовують нори більших побратимів. Практично всі представники родини поширені в теплих морях. Вони ведуть хижий спосіб життя, полюючи на дрібних безхребетних. Вилазячи назовні зі своїх нір, вони повзають по поверхні ґрунту за допомогою задніх грудних ніг, допомагаючи собі й ногощелепами. При цьому вони згинаються і рак спирається на них, як на милиці. Можуть раки при необхідності й досить швидко плавати.

## Класифікація
- Підряд Archaestomatopodea
  - †Родина Tyrannophontidae
- Підряд Unipeltata(інші мови)
  - Надродина Bathysquilloidea(інші мови)
    - Родина Bathysquillidae
    - Родина Indosquillidae(інші мови)

  - Надродина Gonodactyloidea(інші мови)
    - Родина Alainosquillidae(інші мови)
    - Родина Hemisquillidae(інші мови)
    - Родина Gonodactylidae(інші мови)
    - Родина Odontodactylidae(інші мови)
    - Родина Protosquillidae(інші мови)
    - Родина Pseudosquillidae(інші мови)
    - Родина Takuidae(інші мови)

  - Надродина Erythrosquilloidea
    - Родина Erythrosquillidae

  - Надродина Lysiosquilloidea(інші мови)
    - Родина Coronididae(інші мови)
    - Родина Lysiosquillidae(інші мови)
    - Родина Nannosquillidae(інші мови)
    - Родина Tetrasquillidae(інші мови)

  - Надродина Squilloidea(інші мови)
    - Родина Squillidae(інші мови)

  - Надродина Eurysquilloidea(інші мови)
    - Родина Eurysquillidae(інші мови)

  - Надродина Parasquilloidea(інші мови)
    - Родина Parasquillidae(інші мови)